# Belimumab
Belimumab – przeciwciało monoklonalne, inhibitor rozpuszczalnego czynnika stymulującego limfocyty B (BLyS, BAFF, TALL-1). Stosowany jako leczenie uzupełniające u dorosłych pacjentów z aktywnym, seropozytywnym toczniem rumieniowatym układowym o dużej aktywności choroby (np. z obecnością przeciwciał przeciwko dsDNA i z małym stężeniem dopełniacza) pomimo stosowania standardowego leczenia.